# Харківська державна академія фізичної культури
Харківська державна академія фізичної культури — державний вищий навчальний заклад IV рівня акредитації, підпорядкований Міністерству освіти і науки України, розташований у м. Харкові в трьох навчальних корпусах. Має 2 гуртожитки на 1000 місць, велолижну базу, стадіон «Піонер» тощо.

## Історія
Історія академії починається з заснування Державного інституту фізичної культури України (ДІФКУ) в 1930 р. У 1944 р. він був переведений до Києва, сьогодні це — Національний університет фізичного вихованя і спорту України. Навчальний заклад був відроджений у 1979 р. як підрозділ (Харківський спортивний факультет) Київського інституту фізичної культури. У 1989 р. факультет одержав статус самостійного Харківського державного інституту фізичної культури, а з вересня 2001 р. став — Харківською державною академією фізичної культури.

## Структура
Загальна кількість штатних працівників професорсько-викладацького складу становить 175 осіб, з яких 113 осіб мають науковий ступінь та (або) вчене звання. Так, зокрема, 16 осіб мають науковий ступінь доктора наук, 15 осіб – вчене звання професора, 93 особи – науковий ступінь кандидата наук (доктора філософії), 71 особа – вчене звання доцента.
Академія нараховує 4 факультети та 18 кафедр, у тому числі:
- Факультет магістратури, заочного навчання та підвищення кваліфікації (1999 на основі заочного відділення ХДІФК);
- Факультет циклічних видів спорту (1989);
- Факультет спортивних ігор та одноборств (1989 як факультет спортивних ігор);
- Факультет фізичної терапії та здоров’я людини (2002 як факультет фізичної реабілітації та інформатики).

Кафедри факультету магістратури, заочного навчання та підвищення кваліфікації:
- Кафедра олімпійського та професійного спорту;
- Кафедра педагогіки та психології;
- Кафедра інформатики та біомеханіки;
- Кафедра гуманітарних наук;
- Кафедра української та іноземних мов.

#### Кафедри факультету циклічних видів спорту[5]
- Кафедра легкої атлетики;
- Кафедра водних видів спорту;
- Кафедра гімнастики, танцювальних видів спорту та хореографії;
- Кафедра зимових видів спорту, велоспорту та туризму

.

#### Кафедри факультету спортивних ігор та одноборств[6]
- Кафедра атлетизму та силових видів спорту;
- Кафедра єдиноборств;
- Кафедра футболу та хокею;
- Кафедра спортивних та рухливих ігор.

#### Кафедри факультету фізичної терапії та здоров’я людини[7]
- Кафедра менеджменту фізичної культури;
- Кафедра теорії та методики фізичного виховання;
- Кафедра фізичної терапії;
- Кафедра медико-біологічних основ спорту та фізичної культури;
- Кафедра фізкультурно-спортивної реабілітації.

## Бібліотека
Структура бібліотеки:
- загальний абонемент;
- читальний зал № 1 (в центральному корпусі);
- читальний зал № 2 (в студентському гуртожитку).

Науково-навчальна бібліотека Академії має у своєму розпорядженні раціонально сформований, актуальний книжковий фонд, що повністю відповідає вимогам навчальних, освітніх та наукових потреб 3125 читачів. Фонд нараховує близько 74862 примірника видань. Бібліотека має електронну залу, яка оснащена сучасною комп’ютерною технікою і має необмежений доступ в інформаційну мережу «Інтернет». Також бібліотека має фонд періодичних видань (переважно фахових). Загальна площа бібліотеки — 250 м², кількість місць у читальних залах — 90.

## Спеціалізовані Вчені ради по захисту дисертацій
Спеціалізована вчена рада по захисту кандидатських дисертацій за напрямом «Фізичне виховання і спорт» та науковими спеціальностями ВАК України:
- 24.00.01 — олімпійський і професійний спорт;
- 24.00.02 — фізична культура, фізичне виховання різних груп населення.

## Особи, що навчаються
Загальна кількість студентів в академії (станом на 23.12.2020)  становить 1937 осіб, зокрема, за першим (бакалаврським) рівнем вищої освіти – 1611 осіб, за другим (магістерським) рівнем вищої освіти – 326 осіб.
Здобувачі вищої освіти впродовж 40 років існування Академії беруть участь та здобувають медалі на усіх найпрестижніших змаганнях світу. Зокрема, на Олімпійських, Паралімпійських, Дефлімпійських, Юнацьких Олімпійських іграх та Шахових Олімпіадах студентами Академії здобуто 119 медалей, з яких: 44 – золоті, 35 – срібні та 40 – бронзові.

## Відомі випускники
- Крипак Максим Сергійович — 10-разовий чемпіон Паралімпійських ігор.
- Кулик Лілія Володимирівна
- Цируль Едуард Дмитрович
- Вадим Гарбузов
- Ушеніна Анна Юріївна

## Нагороди та рейтинги
- У жовтні 2024 року, Державна служба якості освіти, як центральний орган виконавчої влади України, що реалізує державну політику у сфері освіти, зокрема з питань забезпечення якості освіти, оприлюднив оновлений рейтинг навчальних закладів України, які мають високий ступінь ризику. До переліку навчальних закладів з високим ступенем ризику увійшла, зокрема, й Харківська державна академія фізичної культури[8][9][10].

## Цікаві факти
У 2006 р. академія взяла участь у Всеукраїнському огляді-конкурсі на найкращий стан фізичного виховання та спорту серед вищих навчальних закладів ІІІ-IV рівнів акредитації, де посіла І місце.
Відповідно до освітнього рейтингу 2017 року, серед 34 харківських ВНЗ, академія фізкультури посіла 30-ту сходинку, претендуючи при цьому на статус Слобожанського університету фізичної культури.